# Alfred Steinke
Alfred Wilhelm Steinke (* 6. Juni 1881 in Berlin; † 1947 in Neubrandenburg) war ein deutscher Eishockeyspieler, -torwart, -schiedsrichter und -funktionär.

## Karriere

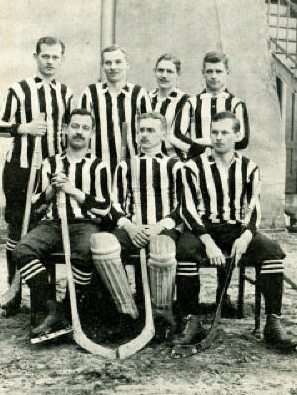
Alfred Steinke (vorne links) mit dem Berliner Schlittschuhclub (1909)

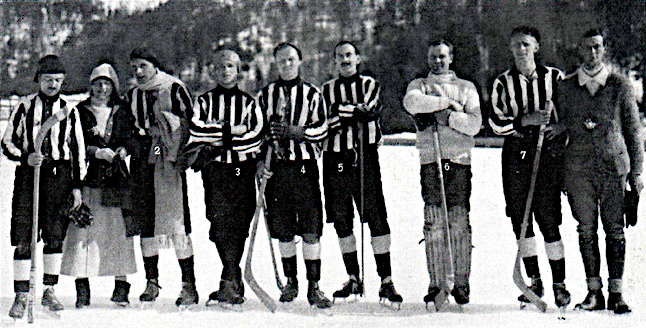
Alfred Steinke (ganz links) bei der LIHG-Meisterschaft 1913 in St. Moritz

Alfred Steinke war in der Saison 1900/01 für den BFC Preussen aktiv. Von 1901 mit 1931 war er Spieler beim Berliner Schlittschuhclub auf verschiedenen Positionen: Erst Verteidiger, Rover oder Stürmer und gegen Ende der Karriere Torhüter. 1912 war er Mitglied der Mannschaft, die den ersten deutschen Meistertitel errang. Insgesamt gewann er elf deutsche Meisterschaften, die letzte im Jahr 1929. Des Weiteren gewann er mit dem Berliner SC dreimal den Spengler Cup und 1913 den Ringhoffer-Pokal um die erste österreichische internationale Scheiben-Meisterschaft. Während seiner Karriere spielte er unter anderem mit Gustav Jaenecke zusammen.
In der Nationalmannschaft spielte er von Beginn an mit, da in den 1910er Jahren meist der Berliner SC als beste Mannschaft des Landes als Vertretung zu internationalen Turnieren geschickt wurde. Im Jahr 1928 nahm er als Torwart der Nationalmannschaft an den Olympischen Spielen teil, stand in beiden Turnierspielen im Tor und erhielt nur ein Gegentor. Steinke war damals bereits 46 Jahre alt und gehört damit zu den ältesten Athleten, die jemals an einem olympischen Eishockeyturnier teilgenommen haben (Béla Ordódy war mit 48 Jahren der Älteste).
Nach dem Ende seiner aktiven Karriere war Steinke als Schiedsrichter und Funktionär im Eissport aktiv, war Mitte der 1930er Jahre Fachwart für Eishockey im Deutschen Eissport-Verband und Organisator der Finalrunde um die deutsche Meisterschaft. Zudem war er Mitherausgeber der Zeitschrift des Verbandes, der Eis- und Rollsport. Außerdem war er bei den Olympischen Winterspielen 1936 für die Organisation des das Eishockeyturnier verantwortlich und leitete ein Spiel als Schiedsrichter.
Während des Zweiten Weltkriegs diente Steinke in Rumänien. 1947 verstarb er in einem Internierungslager in Neubrandenburg. Für seine sportlichen Erfolge wurde er posthum mit der Aufnahme in die Hockey Hall of Fame Deutschland geehrt.
Steinke trat zum 1. Mai 1933 der NSDAP bei (Mitgliedsnummer 2.597.743) und war Blockwart.

## Erfolge und Auszeichnungen

### National
- 1912 Deutscher Meister mit dem Berliner SC
- 1913 Deutscher Meister mit dem Berliner SC
- 1913 Österreichischer Meister (im Scheibenspiel) mit dem Berliner SC[7]
- 1914 Deutscher Meister mit dem Berliner SC
- 1920 Deutscher Meister mit dem Berliner SC
- 1921 Deutscher Meister mit dem Berliner SC
- 1923 Deutscher Meister mit dem Berliner SC
- 1924 Deutscher Meister mit dem Berliner SC
- 1925 Deutscher Meister mit dem Berliner SC
- 1926 Deutscher Meister mit dem Berliner SC
- 1928 Deutscher Meister mit dem Berliner SC
- 1929 Deutscher Meister mit dem Berliner SC

### International
- 1910 Silbermedaille bei der Europameisterschaft
- 1912 Silbermedaille bei der Europameisterschaft (annulliert)
- 1912 Goldmedaille bei der LIHG-Meisterschaft
- 1913 Bronzemedaille bei der Europameisterschaft
- 1913 Goldmedaille bei der LIHG-Meisterschaft
- 1924 Gewinn des Spengler Cups mit dem Berliner SC
- 1926 Gewinn des Spengler Cups mit dem Berliner SC
- 1927 Bronzemedaille bei der Europameisterschaft (ohne Einsatz)
- 1928 Gewinn des Spengler Cups mit dem Berliner SC